# Filip Totyu
Todor Todorov Topalov (ou Topalski) (en bulgare : Тодор Тодоров Топалов ou Топалски ; né le 10 avril 1830 et mort le 23 mars 1907) mieux connu sous le pseudonyme Filip Totyu (Филип Тотю), était un révolutionnaire bulgare pendant la Renaissance nationale bulgare et le voïvode d’une faction de volontaires  armées.

## Enfance et jeunesse
Totyu est né dans le petit hameau de Gartsite, qui aujourd’hui fait partie du village de Voneshta Voda, près de Kilifarevo (en), dans la province de Veliko Tarnovo, dans une famille de vendeur de bétail. Il étudie à Tarnovo en 1840 avant d’être engagé dans le commerce en 1842.
Autour de 1850 un conflit avec les autorités ottomanes l’oblige à fuir en direction des Balkans avec un groupe d’amis où il devint un haïdouk (Nom donné pour des personnes qui font partie de la résistance bulgare contre l'occupateur-l'empire ottomane. Lui et sa bande opèrent de Tarnovo jusqu'à Elena pour ensuite s'étendre jusqu’à Nova Zagora. Bien qu’il soit capturé et emprisonné dans les prisons de Tarnovo et Sliven à plusieurs reprises, il réussit à s’échapper et à retourner à ses activités de libération des Balkans, poussant les autorités ottomanes à mettre à prix sa tête contre une grosse récompense.
Après s’être échappé pour la dernière fois de la prison de Sliven en 1863 il part s’installer à Wallachia (Roumanie), où il prend le patronyme de Filip Totyu pour échapper aux autorités de l'Empire Ottoman.

## Premiers pas révolutionnaires
En Valachie, il fait la connaissance de Georgi Sava Rakovski et prend conscience de la nécessité d'organiser la lutte contre la tyrannie ottomane et d'œuvrer pour la libération de la Bulgarie.
Le 17 mai 1867, accompagné de 35 hommes, il entreprend de traverser le Danube à Svishtov, dans l’intention de rejoindre les Balkans pour se joindre aux forces de Panayot Hitov qui est revenu en Bulgarie le 29 avril de la même année . À Svishtov, le groupe, qui a été rejoint par d’autres volontaires, prend la décision de marcher vers le Sud. Mais arrivé dans la forêt de Varbovka, à côté de Sevlievo, la bande de Totyu est encerclée par des militaires ottomans et quelques bachi-bouzouks. On dit que les Bulgares sont largement dépassés en nombre, chaque volontaire faisant face à 60 Turcs. Échappant à un assaut pendant la nuit, des survivants s’enfuient en direction des montagnes, vers le lieu-dit du Pic Botev. Seuls Totyu et quatre de ses hommes parviennent à rejoindre Hitov et ce qui reste de son groupe. Ensemble ils prennent la direction de la Serbie, où ils participent activement à la Seconde Légion Bulgare.

## Insurrection et libération de la Bulgarie
Revenu vivre en Roumanie, Totyu est constamment persécuté et est obligé de partir vivre en Russie où il reçoit une pension militaire. En 1875, lors de l’insurrection herzégovine, Hristo Botev est envoyé dans le sud de la Russie par le Comité central révolutionnaire bulgare pour y lever des fonds, recruter des immigrants bulgares et rallier Totyu à sa cause. Totyu accepte dans un premier temps de le rejoindre et est ainsi désigné chef d'une bande opérant lors de la révolte de Stara Zagora par le Comité. Il traverse la Roumanie mais il n'arrive pas à pénétrer en Bulgarie. Il refuse finalement le poste qui revient à Hristo Botev, et retourne à Odessa.
En 1876 il rallie la cause serbe  lors du conflit serbo-turc puis tente d’envahir le nord de la Bulgarie avec son détachement, mais il est repoussé et contraint de retourner en Russie, où il prend part à la guerre russo-turque de 1877 à 1878 qui conduit à la Libération de la Bulgarie.
En 1878, à la suite d'un procès dont les raisons sont obscures et que beaucoup considèrent comme monté de toutes pièces, il est emprisonné en Roumanie. Il n'en ressort qu'en 1884.

## Fin de vie et Mort

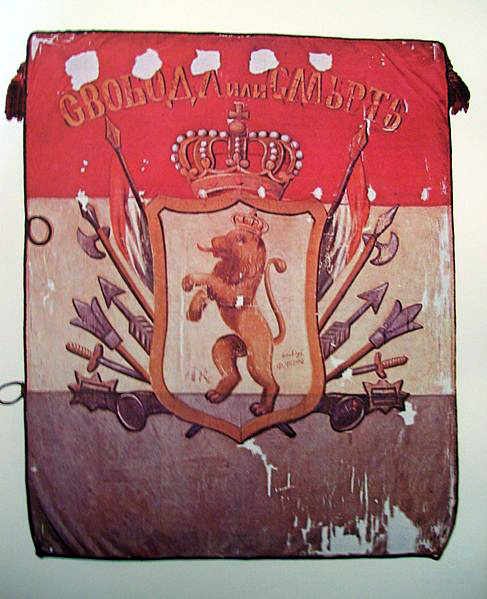
Les couleurs de la bande de Totyu. Inscrit en bulgare : la Liberté ou la Mort

Après sa libération, Totyu vit dans le village de Dve Mogili, dans la province du Roussé où il devient agriculteur et reçoit une faible pension militaire. Il se marie aux alentours de 1895 avec une certaine Velika avec qui il entreprend de construire une maison de tradition balkanise sur un terrain appartenant au père de cette dernière. 
Il meurt le 23 mars 1907 à Dve Mogili. Il est enterré dans la cour de l'église, ce qui est l’expression d’une haute estime et gratitude.
Son ami Hitov est venu lui rendre hommage et prononce notamment ces quelques mots : "La terreur de l'Empire Ottoman est mort"

## Légende et postérité

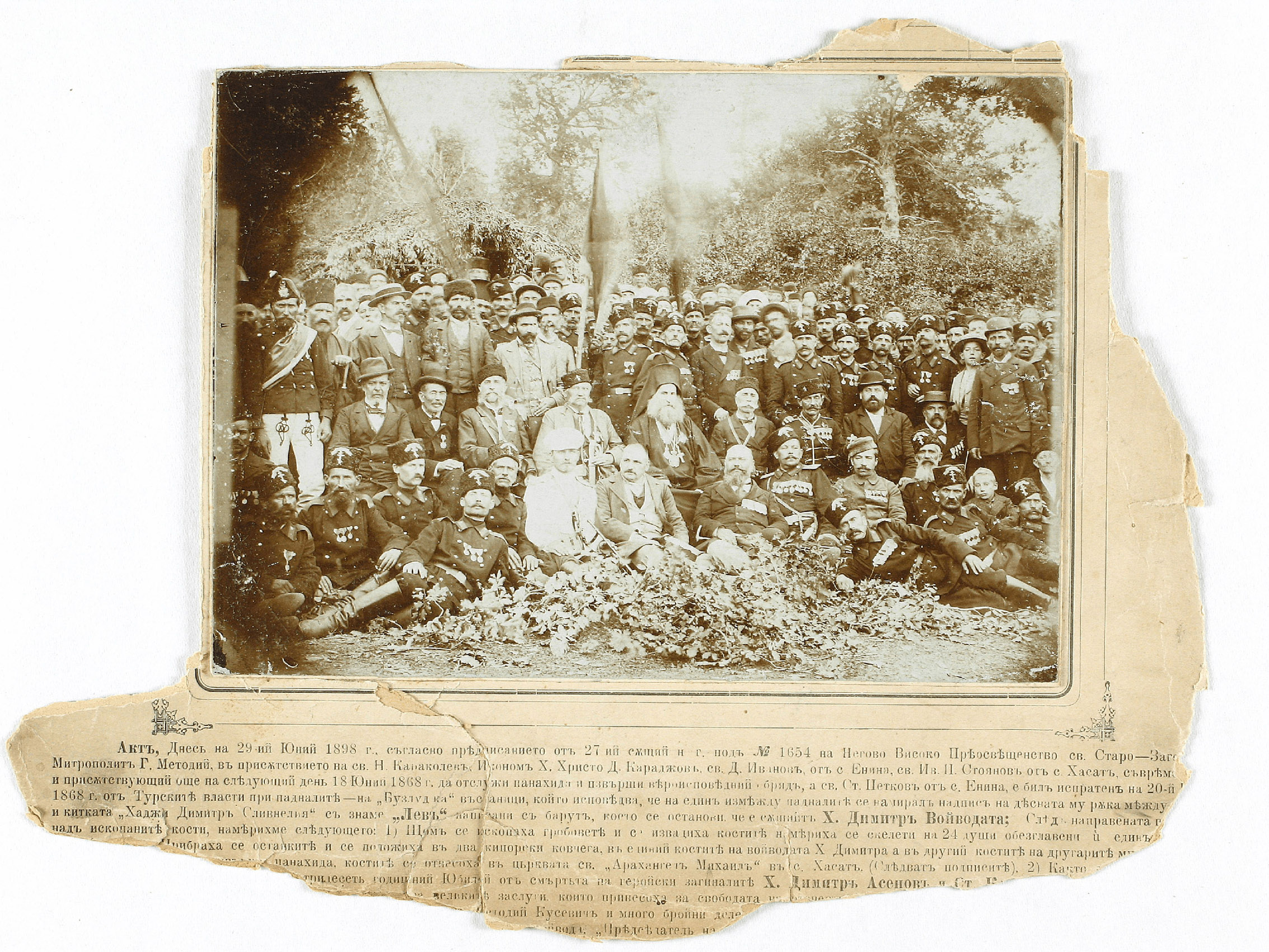
Lors d'une cérémonie commémorative à l'occasion du de la mort de Hadji Dimitar - 29 juin 1898 à Buzludja. Au centre, assis à la moustache Stoyan Zaimov dessus Hristo Macédoine, FIlip Totyu et Hitov

Peut-être un peu moins connu des Occidentaux que Vasil Levski ou Hristo Botev il reste néanmoins une figure très importante de l’histoire de Bulgarie, et est considéré comme grand héros national. Encore aujourd’hui perdurent des légendes le présentant comme un surhomme imperméable aux balles et bondissant aussi haut qu’un dragon (pour échapper au Turcs qui l’avaient encerclé dans la forêt de Varbovka.) On lui attribute des pouvoirs surnaturels.
- Jusqu’en 2008 l’équipe de football de la ville de Dve Mogili portait le nom de : Filip Totyu (aujourd’hui rebaptisé FC Dve Mogili (nl).)
- Le stade de la ville de Dve Mogili s’appelle le Stade Filip Totyu[6].
- Il existe de nombreuses rues Filip Totyu à travers toute la Bulgarie[7].

## Référence
Бакалов, Георги; Милен Куманов (2003). Електронно издание – История на България (in Bulgarian). София: Труд, Сирма.  (ISBN 954528613X).
1. ↑  « Panaïot Hitov », sur la-bulgarie.fr (consulté le 3 avril 2021)
2. ↑  « L‘opposition », sur blogspot.fr (consulté le 15 août 2020).
3. ↑  « House-museum Filip Totyu », sur www.dvemogili.bg (consulté le 3 avril 2021)
4. ↑  « Dve Mogili Municipality ; Historical Background », sur www.dvemogili.bg (consulté le 3 avril 2021)
5. ↑  « http://cherga.bg/the-spirit-of-legendary-filip-totyu-is-alive-in-dve-mogili/?lang=en »(Archive.org • Wikiwix • Archive.is • Google • Que faire ?)
6. ↑  « Stadion Filip Totyu - Soccerway », sur int.soccerway.com (consulté le 3 avril 2021)
7. ↑  « Filip Totyu Str. - Dolni Dabnik », sur wikimapia.org (consulté le 3 avril 2021)